# Ярцево (Калузька область)
Ярцево (рос. Ярцево) — присілок в Дзержинському районі Калузької області Російської Федерації.
Населення становить 23 особи. Входить до складу муніципального утворення Присілок Галкино.

## Історія
Від 2004 року входить до складу муніципального утворення Присілок Галкино.

## Населення
| 2002 | 2010 |
| ---- | ---- |
| 22   | ↗23  |